# 尾崎不敬事件
尾崎不敬事件（おざきふけいじけん）とは、太平洋戦争最中に行われていた1942年の第21回衆議院議員総選挙の選挙期間中に候補者の1人であった尾崎行雄元文部大臣が不敬罪にあたる発言をしたとして拘束・起訴された事件である。

## 概要
第21回衆議院議員総選挙において、翼賛政治体制協議会の推薦を受けられなかったいわゆる非推薦候補者は、各地で官・民・軍ぐるみの圧迫を受けて苦戦していた。その中でも第1回衆議院議員総選挙から連続当選を続けてきた尾崎は東條内閣に対して翼賛選挙の中止を求める公開意見書を提出するとともに、各地の他の非推薦候補に対して支援を惜しまなかった。
選挙戦中の1942年4月、尾崎はかつて自身が東京市長だった時に助役を務めた田川大吉郎の応援演説に駆けつけた。尾崎は演説中に「売家と唐様で書く三代目」という川柳を引用した。これは1890年の大日本帝国憲法公布によって始まった日本の立憲政治も52年を経て孫の代（3代目）になるとその精神を踏みにじって翼賛選挙を推進している政府に対する批判であった。ところが、政府はこれを明治維新から3代目の昭和天皇が国家を潰すと揶揄したものと解釈して不敬罪として告発したのである。尾崎は投票日1週間前の4月23日に東京地検に拘束されて巣鴨拘置所に送られた。これは尾崎の社会的抹殺を図った政府の陰謀であると言われている。
尾崎は1日で釈放されて当該選挙で再選されたものの、最終的には起訴され、同年12月21日に東京地裁は懲役8ヶ月執行猶予2年の判決を下した。これに対して尾崎は大審院に上告（当時は戦時刑事特別法によって二審制）をしたところ、1944年6月27日に大審院（刑事部部長は三宅正太郎）は不敬罪の事実を認めずに無罪判決を下した。

## 補足
- 尾崎が応援演説を行った田川は選挙では次点に終わっている。尾崎の三女の相馬雪香によると、尾崎は「もう一度演説ができたら田川は必ず当選できたのに」と悔やんでいたという[1]。
- 尾崎の孫の尾崎行信（1994年から1999年まで最高裁判所裁判官）は少年時代に大審院では逆転無罪となった際に「戦争中のひどい時代に立派な判決を出す人がいる」と感銘を受けたという[2]。